# Abe Takuma
Abe Takuma (阿部 拓馬 (A-Bộ Thác-Mã) Abe Takuma, sinh ngày 5 tháng 12 năm 1987) là một cầu thủ bóng đá người Nhật Bản thi đấu ở vị trí tiền đạo cho đội bóng J1 League Vegalta Sendai.

## Sự nghiệp

### Hosei
Abe gia nhập Đại học Hosei năm 2006 và thi đấu bóng đá cho trường đại học.

### Tokyo Verdy
Abe then gia nhập đội bóng tại J. League Division 2 Tokyo Verdy theo dạng chuyển nhượng tự do vào tháng 1 năm 2010. Anh ra mắt ngày 10 tháng 4 năm 2010 trong thất bại 1–0 của Verdy trước Ehime, vào sân từ giữa trận đấu.

### Aalen
Sau 3 mùa giải tại Tokyo Verdy, Abe gia nhập đội bóng 2. Bundesliga VfR Aalen vào tháng 1 năm 2013. Anh ra mắt ngày 16 tháng 2 năm 2013 vào sân từ phút thứ 65 trong thất bại 1–0 của Aalen trước Hertha BSC. Anh ghi bàn thắng đầu tiên cho câu lạc bộ ngày 17 tháng 3 năm 2013 vào phút thứ 90 để trận đấu kết thúc với tỉ số hòa 2–2 trước SV Sandhausen.

## Thống kê sự nghiệp

### Câu lạc bộ
Tính đến 14 tháng 2 năm 2018
| Câu lạc bộ          | Mùa giải            | Giải vô địch | Giải vô địch | Cúp1    | Cúp1      | Cúp Liên đoàn2 | Cúp Liên đoàn2 | Châu lục3 | Châu lục3 | Tổng    | Tổng      |
| Câu lạc bộ          | Mùa giải            | Số trận      | Bàn thắng    | Số trận | Bàn thắng | Số trận        | Bàn thắng      | Số trận   | Bàn thắng | Số trận | Bàn thắng |
| ------------------- | ------------------- | ------------ | ------------ | ------- | --------- | -------------- | -------------- | --------- | --------- | ------- | --------- |
| Tokyo Verdy         | 2010                | 20           | 3            | 1       | 0         | –              | –              | –         | –         | 21      | 3         |
| Tokyo Verdy         | 2011                | 33           | 16           | 2       | 2         | –              | –              | –         | –         | 35      | 18        |
| Tokyo Verdy         | 2012                | 40           | 18           | 1       | 0         | –              | –              | –         | –         | 41      | 18        |
| VfR Aalen           | 2012–13             | 9            | 2            | 0       | 0         | –              | –              | –         | –         | 9       | 2         |
| VfR Aalen           | 2013–14             | 4            | 0            | 1       | 0         | –              | –              | –         | –         | 5       | 0         |
| Ventforet Kofu      | 2014                | 14           | 1            | 0       | 0         | –              | –              | –         | –         | 14      | 1         |
| Ventforet Kofu      | 2015                | 30           | 5            | 2       | 2         | 2              | 1              | –         | –         | 34      | 8         |
| FC Tokyo            | 2016                | 11           | 1            | 1       | 0         | 0              | 0              | 9         | 2         | 21      | 3         |
| FC Tokyo            | 2017                | 10           | 0            | 1       | 0         | 7              | 3              | –         | –         | 18      | 3         |
| Ulsan Hyundai FC    | 2017                | 12           | 1            | 3       | 0         | –              | –              | –         | –         | 15      | 1         |
| Tổng cộng sự nghiệp | Tổng cộng sự nghiệp | 183          | 47           | 12      | 4         | 9              | 4              | 9         | 2         | 213     | 57        |

1Bao gồm Cúp Hoàng đế Nhật Bản và DFB-Pokal.
2Bao gồm J. League Cup.
3Bao gồm Giải vô địch bóng đá các câu lạc bộ châu Á.